# باب سيدي قاسم

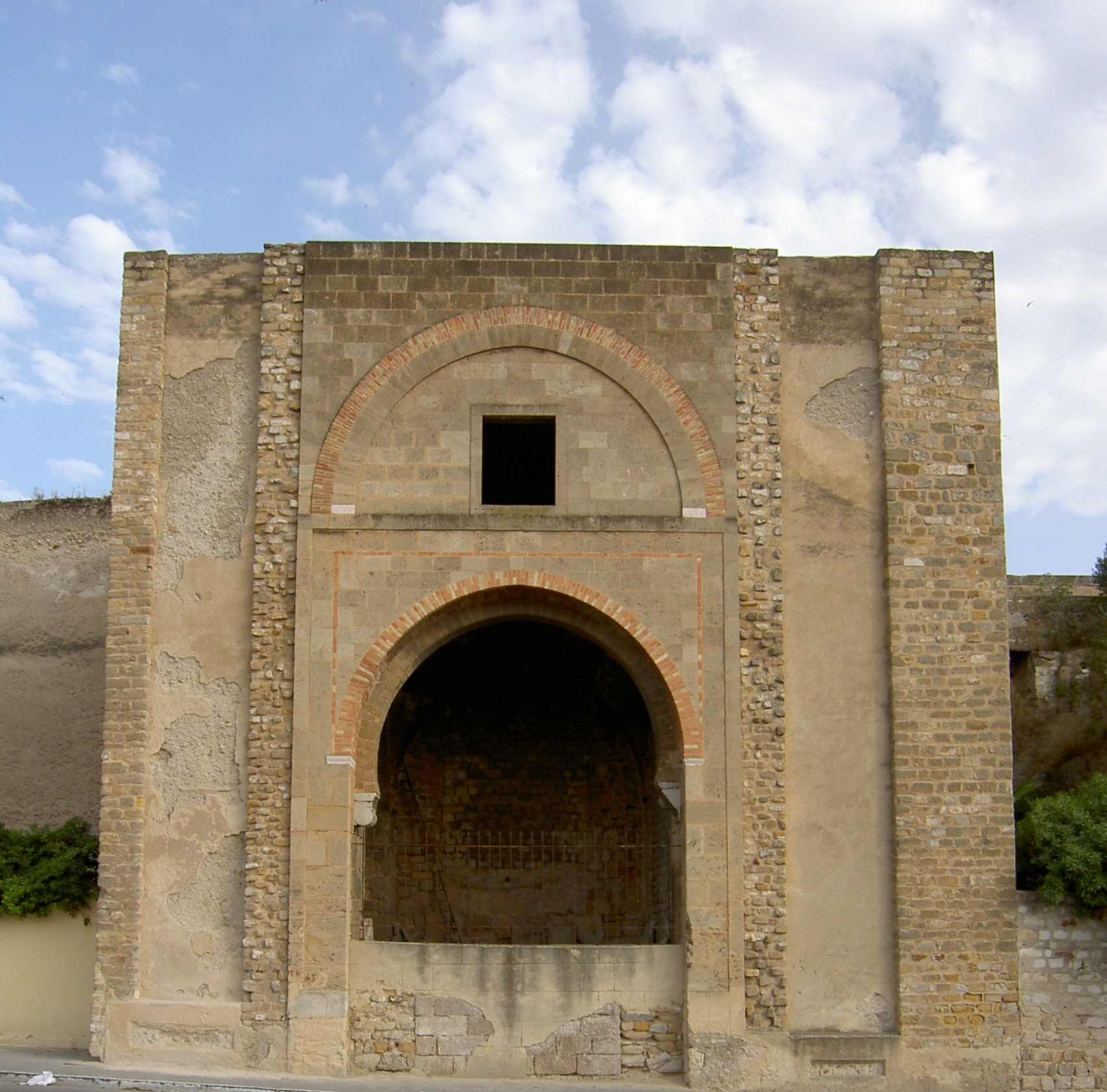
باب سيدي قاسم

باب سيدي قاسم أو باب سيدي قاسم الجليزي، أحد أبواب مدينة تونس العتيقة، بني في العهد العثماني بتونس، يقع على الأسوار الغربية للمدينة. سمي بذلك على اسم الولي الصالح سيدي قاسم الجليزي المتوفي سنة 1497 م، حيث يقع ضريحه قرب الباب. 
قال ابن أبي دينار في المؤنس أن اسمه كان باب خالد، وأضاف محمد بن الخوجة أنه يعتقد (دون الجزم) أنه سمي هكذا نسبة لأبو البقاء خالد الناصر الأول.